# Castillo de Carlos V (Crotona)
El castillo de Carlos V o castillo de Crotona es una fortaleza medieval ubicada en la parte antigua de Crotona. Es propiedad del Estado y está cedido a la Superintendencia del Patrimonio Arqueológico de Calabria (Italia).

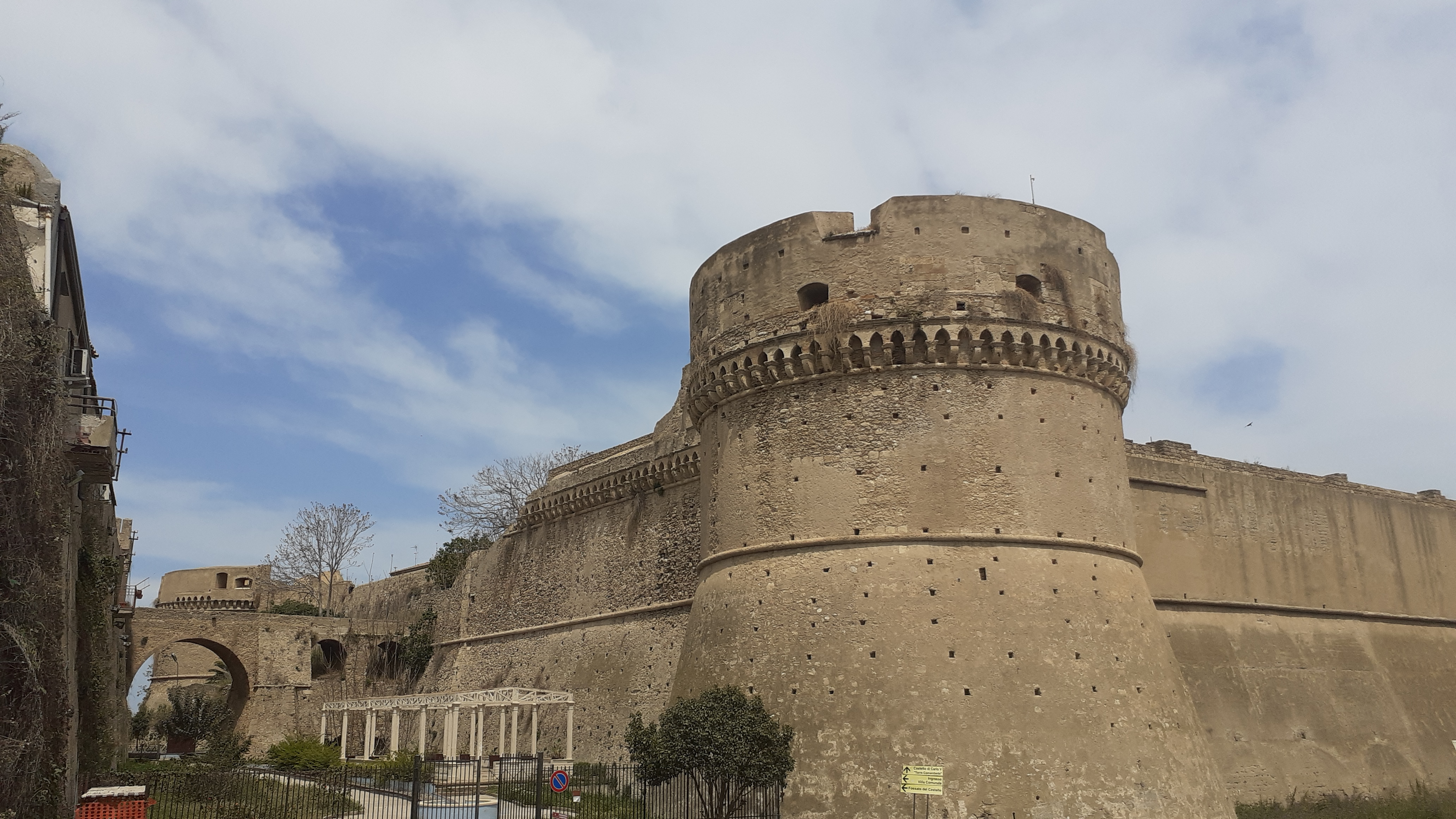
Castillo de Carlos V

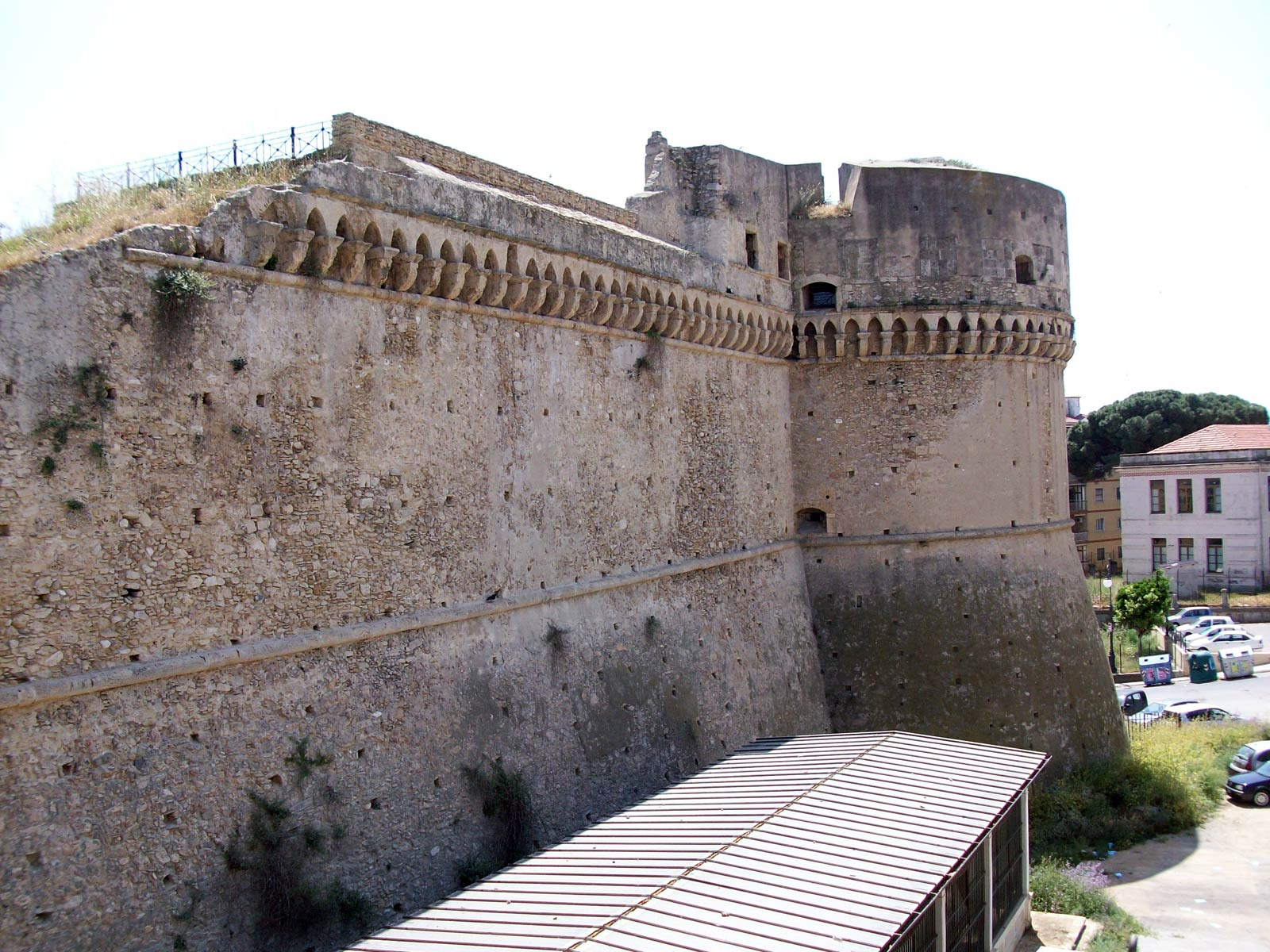
Otra vista del Castillo

## Historia
Construida en 840 (siglo IX) para defender la ciudad de las incursiones de los sarracenos, sufrió una importante reforma en 1541 (siglo XVI), tiempos del rey y emperador Carlos V. Tiene planta poligonal y dos torres: una más maciza, llamada "Torre Ayudante", y otra llamada "Torre Comandante". El castillo alberga actualmente una sección del museo cívico de Crotona y la biblioteca municipal "Armando Lucifero".
Hubo una rudimentaria fortaleza en la antigua acrópolis griega, para defender el territorio de las invasiones extranjeras. La roca (arx en latín) daba al mar por un lado y al campo por el otro y estaba situada en un lugar protegido por los acantilados. "Arx Crotonis, una parte imminens mari, alter vergente in agrum, situfatto naturali quondam munita, postea et muro cincta est, qua per aversas rupes ab Dionysio Siciliae tyranno per dolum fuerat capta" (Tito Livio XXIV, 3).
El primero que logró conquistarla con una estratagema fue Dionisio el Viejo, tirano de Siracusa, en el 380-378 a. C. durante la guerra entre Siracusa y Crotona (Dionisio de Halicarnaso, Excerpta, XX, 7). Posteriormente se procedió a amurallar la ciudad.

### El castillo imperial de la época suaba

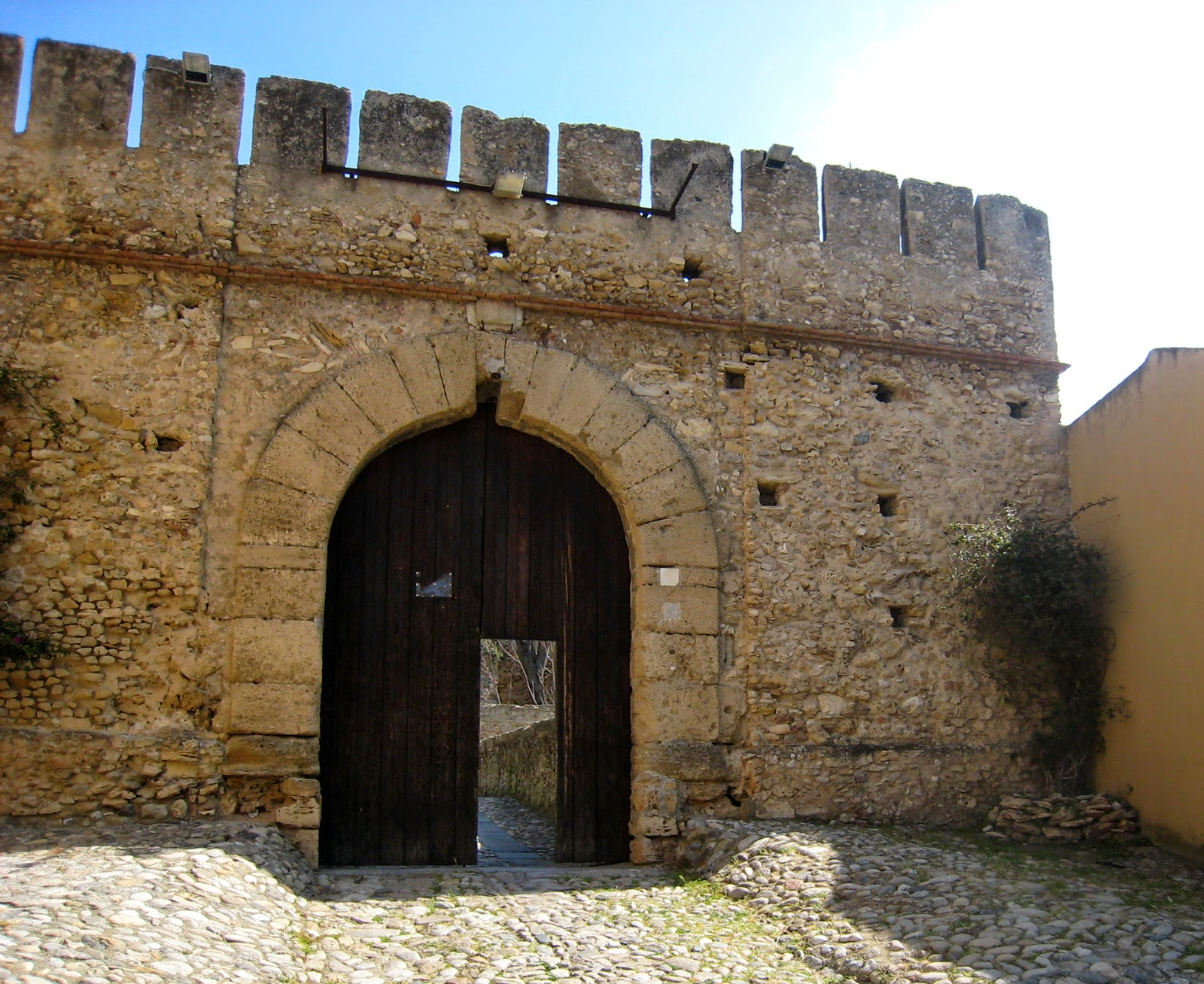
Entrada al castillo

El castillo de Crotona aparece por primera vez documentado en 1192, tiempos de la dinastía suaba que ocupó largo tiempo el trono del Sacro Imperio Romano Germánico. El nuevo castillo, al igual que el de Santa Severina, figura entre los castillos administrados por los funcionarios de la curia imperial, donde residían castellanos y guarniciones mantenidas por el emperador. 
La estructura es diferente en comparación con la de períodos anteriores. Es una construcción más compleja, de altos muros reforzados por torres cuadradas o poligonales, dotadas de rendijas para el fuego de flanqueo de los ballesteros y terrazas de madera para la "defensa en picado". En esta lógica se encuentra el "castrum Cutroni" que, desde su nueva posición acentúa decisivamente su papel ofensivo hacia la ciudad.

### La época angevina
A finales del siglo XIII, durante la ocupación angevina, la guarnición estaba formada por 15 soldados al servicio de un castellano designado por el rey. Las tropas y los castellanos que se suceden en la guarnición dependen directamente del poder real y están compuestas por extranjeros
Por orden del rey Carlos I de Anjou, algunos señores feudales tuvieron que encargarse de la reparación de las torres del castillo entre 1270 y 1271, denominadas Mamunela, Barbacana, Triangula, Thesauro, Turricella y Turris "Ante Hostium". En 1284 se concedió la castellanía a la familia Ruffo.

### El Castillo a finales del Medioevo, la época aragonesa
Durante la segunda mitad del siglo XIV, las armas de fuego, ya utilizadas durante la primera mitad del siglo, eran ya de uso habitual de los ejércitos y parte del equipamiento de ciudades y castillos. Comienza así un nuevo período que conducirá progresivamente a la reconversión de las fortificaciones medievales, que adoptarán formas cada vez más regulares dictadas por el uso de las nuevas armas.
En 1456, 12 años después del asedio de Crotona por Alfonso V de Aragón (que se produjo en el contexto de las controversias vinculadas a Antonio Centelles), se permitió a la población de la ciudad destinar el monto de los impuestos atrasados a reparar las murallas del castillo.
En 1480 un acontecimiento obligó al rey Fernando I a ordenar la fortificación de los lugares marítimos más expuestos de Calabria: la toma de Otranto (11 de agosto de 1480) atacada por flota turca de Bajá Gedik Ahmed, almirante del sultán Mehmed II. En el castillo de Crotona, entre finales del siglo XV y la primera mitad del XVI, época aragonesa, se realizaron las reformas necesarias, como ponen de relieve la cartografía del siglo XVI y algunas estructuras supervivientes, y como se detalla en las fuentes documentales. La “fabrica de Cotrone” se inició en 1484. Las obras, que duraron más de un siglo, transformaron radicalmente la estructura del castillo, que pasó de una planta pentagonal con cinco torres a una planta de forma cuadrada.
En esta fase se dotó al castillo de nuevas torres de planta circular, de las que hoy queda el "turri delo casicaval" que, en dimensiones y características, se asemeja a otra ya desaparecida por completo: "la Marchisana", nombre que hace referencia a la época del señorío de los marqueses de Crotona (1390 – 1444). Además de la torre de Casicavallo, se encontraban la "torre de Muza del castillo llamado Santa María" y la torre de "San Jorge." Los restos de la primera permanecen en la base del lienzo del siglo XVI (llamado "delo critazo") que domina el puerto, mientras que la segunda, en parte arruinada, fue integrada en los terraplenes construidos durante la construcción de los nuevos revellines ("rebellini") de fines del siglo XV. La Torre de Santa María salió a la luz gracias a las excavaciones realizadas en 2010 por la Superintendencia del Patrimonio Arqueológico de Calabria.

### La reconstrucción en la época virreinal española

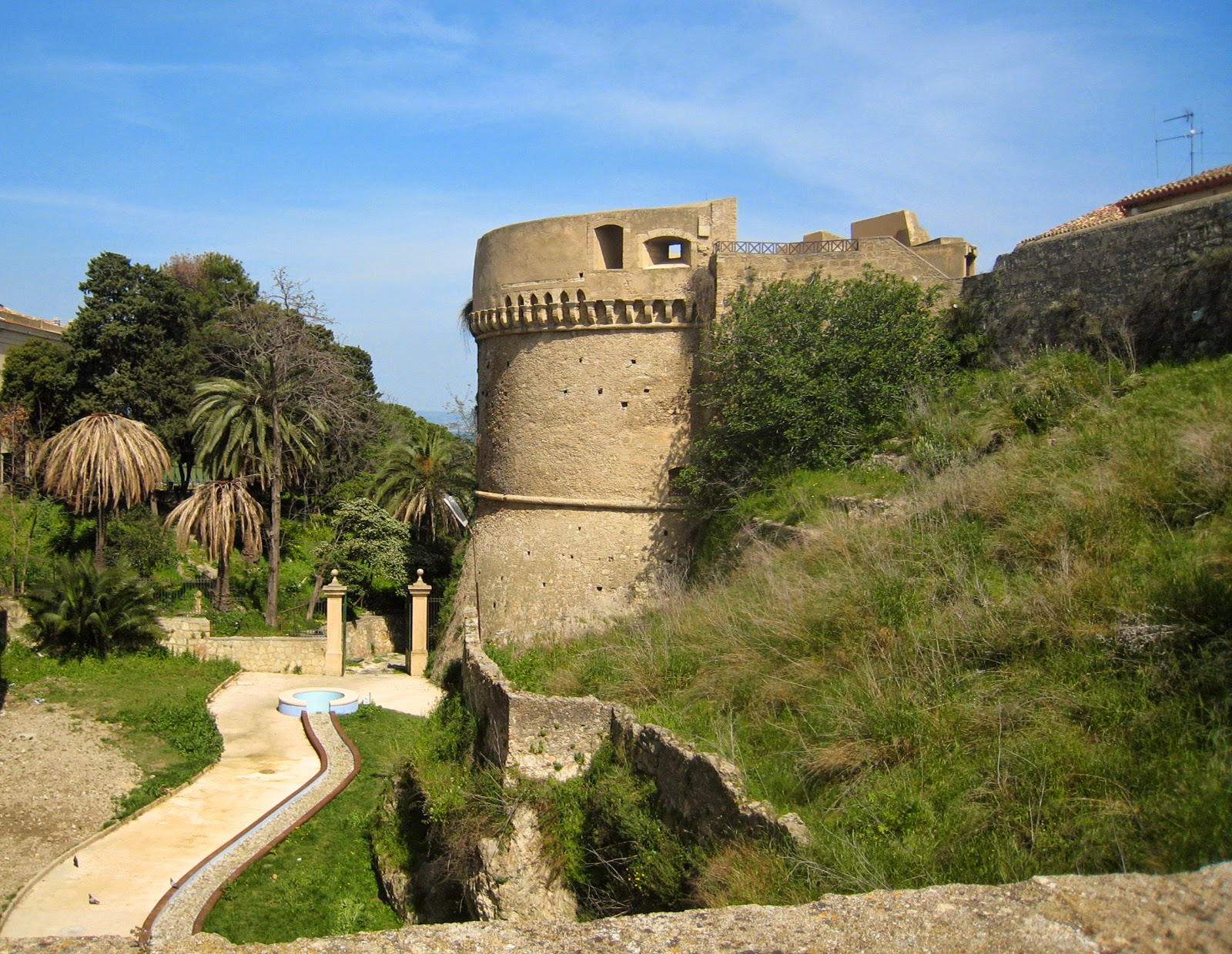
Castillo de Carlos V

En ese mismo período la costa jónica fue objeto de repetidas incursiones y asaltos por parte de los turcos. El emperador Carlos V, siendo virrey don Pedro de Toledo, ordenó en 1541 reconstruir, según los nuevos criterios de la ingeniería militar, las defensas de la ciudad y el castillo de Crotona. Estas obras tuvieron un impacto económico notable en la zona de Crotona, que ofrecía tanto los materiales necesarios para la construcción como los trabajadores. Por otra parte, se impusieron nuevos y onerosos impuestos en todo el territorio de Calabria. Los trabajos continuaron durante toda la segunda mitad del siglo XVI y requirieron de muchos trabajadores.
La estructura constructiva actual fue diseñada por el arquitecto italiano Gian Giacomo dell'Acaya, que convirtió el castillo de Crotona en una de las fortalezas militares más poderosas de Italia; después de diez años los trabajos continuaron bajo la supervisión del barón della Caya, "diseñador y revisor de todas las fábricas reales del actual Reino de Nápoles", de Alonso Brefeygna, comisario general real en las fábricas de la ciudad y castillo de Crotona, y del maestro de obras Jacopo de Amato de Cotrone, “sustituto del barón de la Caya”.
"La gran obra defensiva revitalizó el comercio local. En pocos años, Crotona adquirió la connotación y la fisonomía de una gran ciudad debido al nacimiento de una industria adaptada a la grandeza de los trabajos. Numerosos talleres artesanales y comerciales fueron abierto para responder a las cada vez mayores demandas de material de construcción. Con el paso de los años, la estructura económica, social y urbana de la ciudad y del territorio también fue cambiando [...] Es innegable, sin embargo, que esta gran obra defensiva, construida para salvaguardar la Calabria Jónica, también devolvió la confianza y la tranquilidad a todas aquellas ciudades de la zona de Crotona que, sin defensas militares, se habían dedicado con mano de obra, dinero y materias primas a la creación de este gran castillo. El gobierno virreinal español, durante más de medio siglo, atribuyó a Crotona un papel militar excepcionalmente importante y la convirtió en la fortaleza principal y más segura de Calabria".
.
El castillo albergaba a los soldados, la Iglesia de San Dionisio (1601), la Iglesia Nueva y la Iglesia de San Carlos (1859), el cuartel del castellano, los almacenes de artillería, una dependencia para mujeres y una prisión llamada "La Serpiente" (La Serpe).
Se accedía al castillo desde lo que hoy es Piazza Castello, gracias a un puente de mampostería en parte fijo y en parte a un puente levadizo de madera. La puerta principal se insertaba en una torre trunca piramidal que dominaba los lienzos occidentales entre las dos torres de entrada, el puente y el foso. En el foso, investigado en 2011 por la Superintendencia del Patrimonio Arqueológico de Calabria, salió a la luz la base de la gran torre cuadrangular conocida como "la manivela", con la que se levantaba el puente.
El Bastión de Santiago (San Giacomo) era una estructura importante porque dominaba el puerto y la marina circundante. Sirvió de refugio a las tropas y fue el principal faro del puerto. En 1895 fue demolido parcialmente para obtener material de construcción. En el interior del baluarte hay una escalera que conduce a la Porta del Soccorso (Puerta del Socorro), situada al pie del baluarte. El lienzo oriental (llamada de lo critazzo) entre el Baluarte de Santiago y el de Santa Caterina (Santa Catalinaa) incorpora los restos de la Torre de Santa María, perteneciente al castillo medieval más antiguo.
La Torre del Ayudante, similar a la del Comandante, servía como residencia de los oficiales. En el interior del castillo, en la parte central más alta, se alzaba la Torre Marchesana, de base circular armada con cuatro cañones, y constituía un excelente puesto de observación; Utilizada como prisión para los presos que construyeron el puerto, fue dañada por el terremoto de 1832. Durante el terremoto también se derrumbó la Iglesia de San Dionisio.
Debajo de la Marchesana había otra torre más pequeña con numerosas aspilleras para los fusileros. La Marchesana fue demolida tras un derrumbe que, en 1873, destruyó el lienzo occidental.

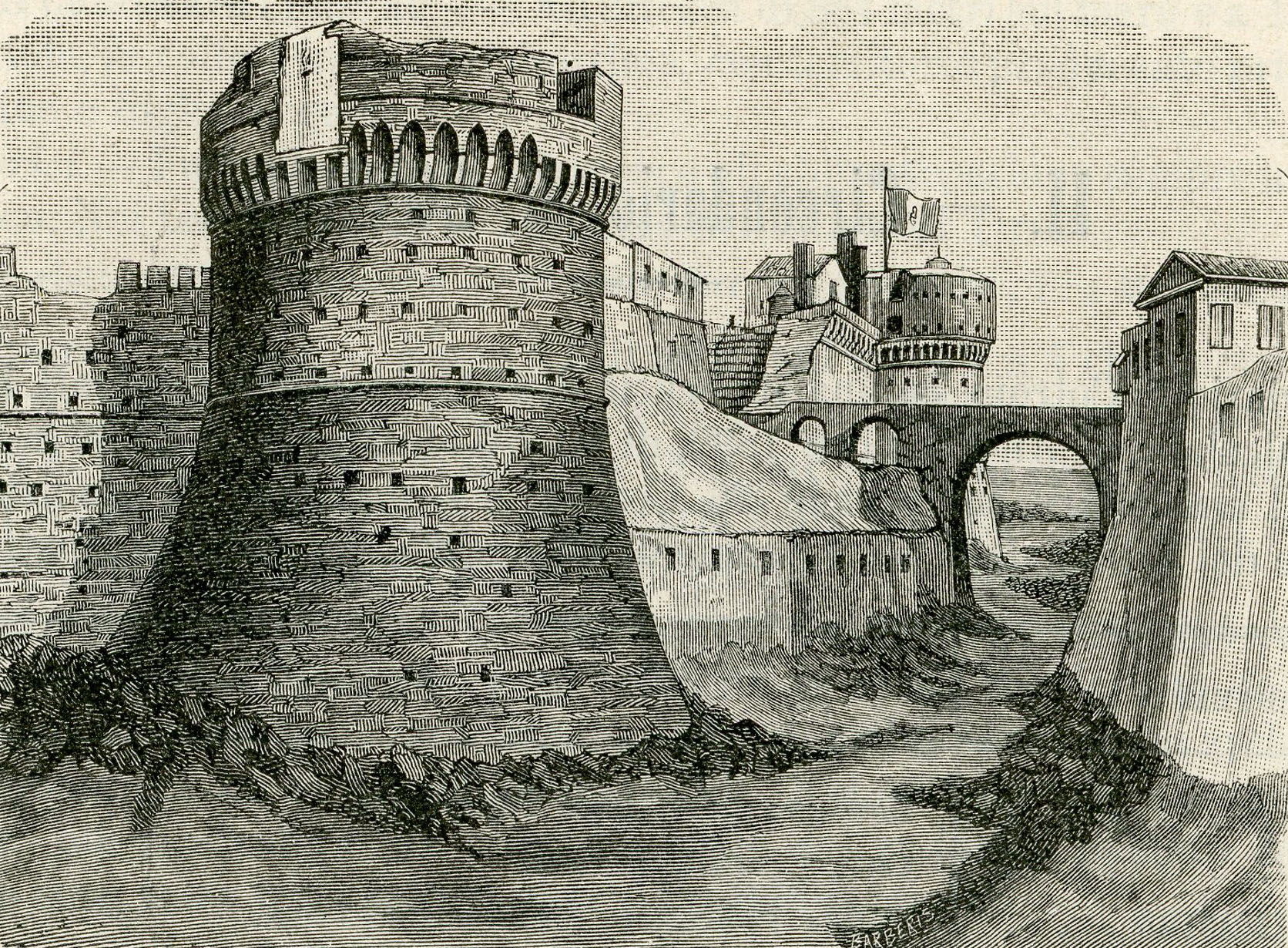
El castillo en una xilografía de 1900

### Ampliaciones en época moderna
Entre los siglos XVII y XIX se realizaron nuevas modificaciones y ampliaciones: La caseta de vigilancia y la campana de la puerta del castillo (primera mitad del siglo XVII), el cuartel de Campana (primera mitad del siglo XIX).

### Estado actual
Algunas torres del castillo aún sobreviven:
- la Torre Aiutante; (Torre Ayudante)
- la Torre Comandante;
- el Bastione San Giacomo (Bastión de Santiago);
- el Bastione Santa Caterina. (Bastión de Santa Catalina)

### Reformas y proyectos

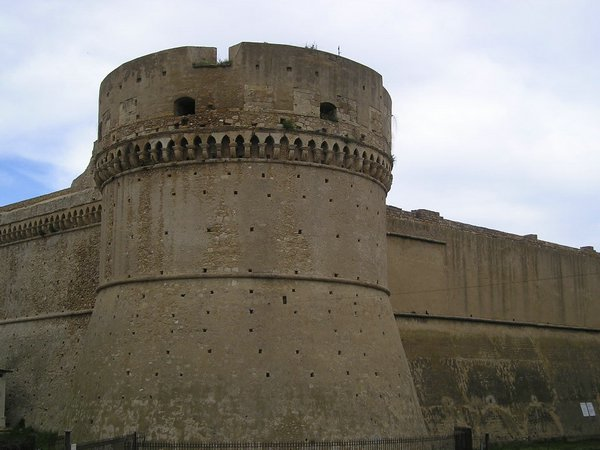
La Torre Comandante

Se han restaurado las torres del Comandante y del Ayudante, donde se encuentra temporalmente una sección del Museo Arqueológico Nacional de Crotona con hallazgos medievales, todos propiedad del Estado. También fue restaurado el Cuartel Campana.
El proyecto del Ministerio de Patrimonio y Actividades Culturales, editado por el profesor Marco Dezzi Bardeschi, del Politécnico de Milán, prevé que el castillo se convierta en la sede de un gran museo arqueológico nacional, dedicado a Crotona y su extenso territorio antiguo, del museo de segundo nivel (los depósitos del museo), de restauración, estudio, dibujo y fotografía, amplios espacios para exposiciones temporales y congresos. El edificio Cuartel Campana debería convertirse en la sede de la oficina arqueológica territorial de la Superintendencia.